# Castello di Vincennes

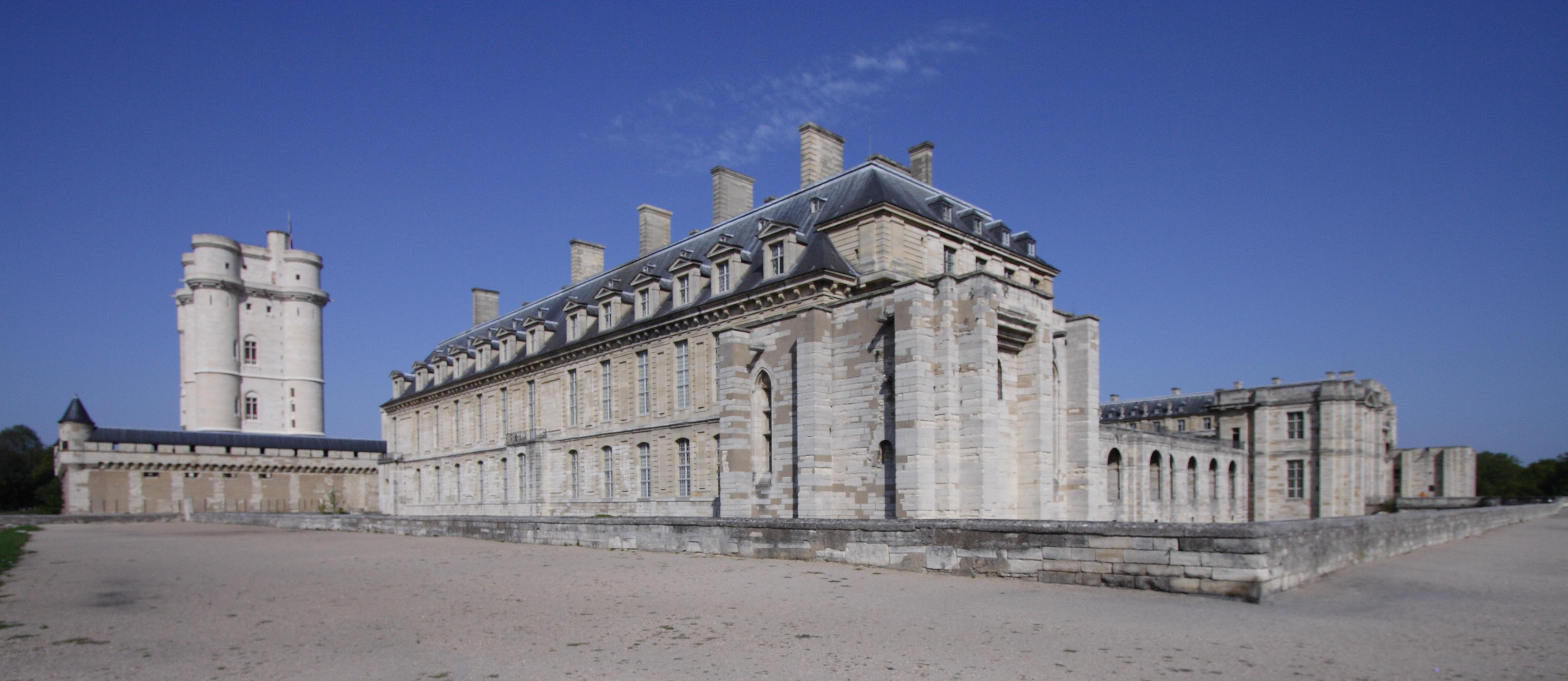
Veduta d'insieme del castello

Il castello di Vincennes (AFI: /vɛ̃ˈsɛn/; in lingua francese: château de Vincennes) è un castello fortificato francese; per l'altezza del suo mastio, oltre 50 metri, è la più alta fortezza di pianura d'Europa. Fu eretto dal XIV al XVII secolo nel comune di Vincennes, poco più a est di Parigi.

## Storia

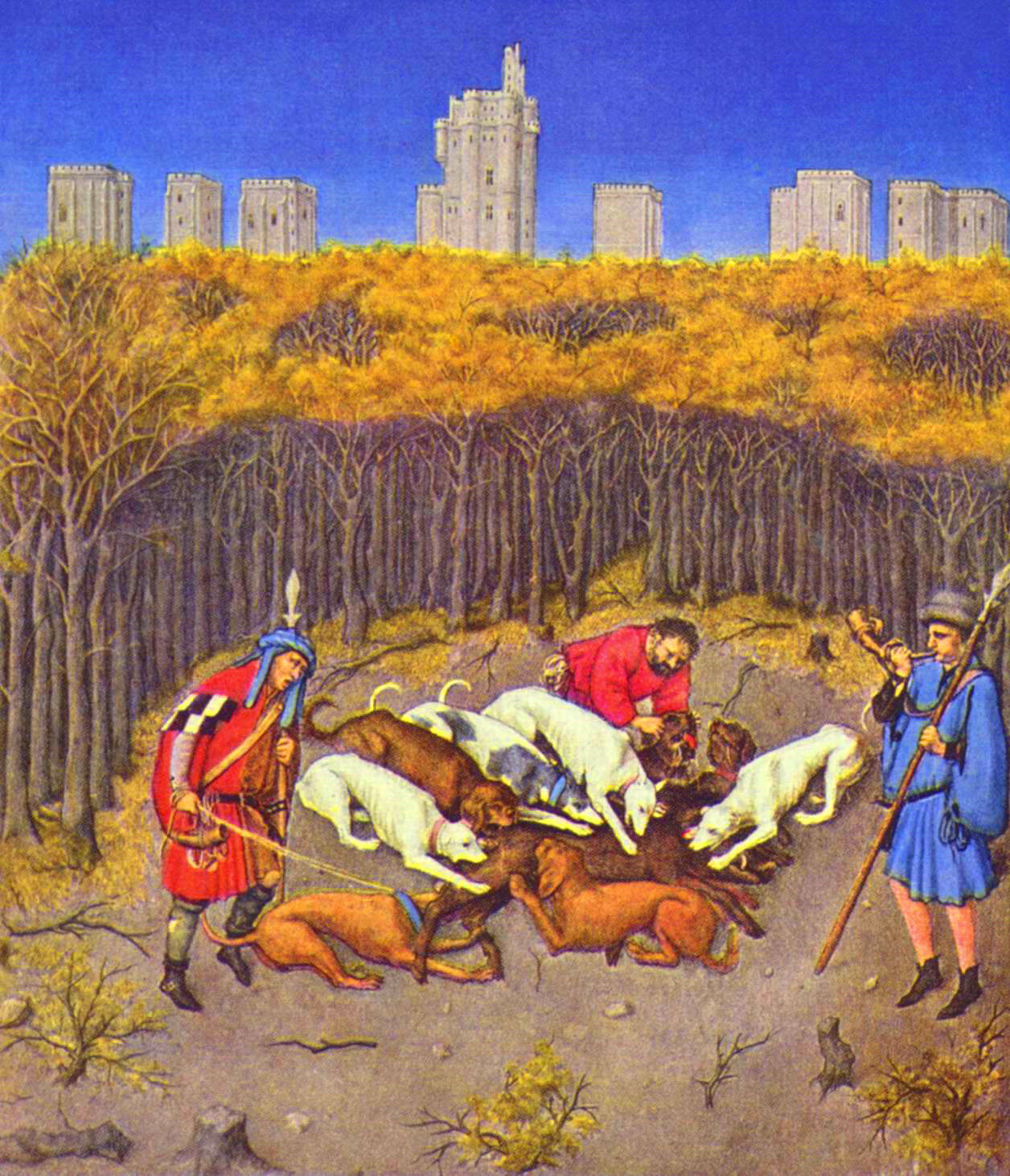
Miniatura da Les Très Riches Heures du duc de Berry (XV secolo) che mostra il castello di Vincennes

### L'epoca medievale
Il semplice padiglione di caccia, costruito da Luigi VII verso il 1150 nella foresta di Vincennes, divenne nel XIII secolo un vero e proprio maniero per opera di Filippo Augusto e di Luigi IX. Fu da qui che Luigi partì per la crociata da cui non tornò più. A metà del Medioevo, Vincennes fu ben più che una fortezza militare: Filippo III (nel 1274) e poi Filippo IV (nel 1284) si sposarono qui; e tre sovrani del XIV secolo vi trovarono la morte: Luigi X (1316), Filippo V (1322) e Carlo IV (1328). Inoltre le reliquie della corona di spine di Cristo furono conservate nel castello prima di essere trasferite alla Sainte-Chapelle di Parigi. Una nuova cappella, opera di Pierre de Montereau, fu edificata all'interno della cinta del castello per ricevere un frammento della reliquia, rimasto a Vincennes.
Verso il 1337, Filippo VI decise di fortificare il sito costruendo un mastio nella parte occidentale: con i suoi 52 metri di altezza è oggi la più importante fortificazione medievale d'Europa; la cinta muraria, che si sviluppa per oltre un chilometro (330 x 175 m), fiancheggiata da tre porte e sei torri alte 42 metri, fu edificata dai Valois due generazioni più tardi, attorno al 1410. Il fossato era alimentato dal rû de Montreuil, ruscello che scendeva da Montreuil-sous-Bois per poi dirigersi verso Parigi e gettarsi nel lago di Saint-Mandé.

### Dal Rinascimento alla Restaurazione
Enrico IV fu uno degli ospiti involontari del castello, nel quale fu imprigionato durante le guerre di religione.

Nel XVII secolo l'architetto Louis Le Vau costruì per Luigi XIV le ali "del Re" e "della Regina", e il castello diventò la terza residenza reale. I lavori di ricostruzione, tuttavia, non proseguirono oltre, dato che la Reggia di Versailles assorbiva tutti gli sforzi. Il castello conserva ciononostante qualche esempio di primo stile Luigi XIV nei grandi appartamenti. Il modello fu rapidamente sorpassato dal castello di Vaux-le-Vicomte, che, si dice, fu causa della caduta in disgrazia di Nicolas Fouquet e del suo imprigionamento a Vincennes.
Nel XVIII secolo il castello servì come sede per la nascente École militaire, per alcune armerie e per la Manifattura di porcellane di Vincennes, precorritrice della Manufacture nationale de Sèvres; quindi fu prigione di Stato. Vi furono reclusi il marchese de Sade, Mirabeau e Diderot, fra gli altri.
Nel 1796 il castello fu convertito in arsenale di Parigi. Nel 1804 il duca d'Enghien fu fucilato nel fossato del castello.

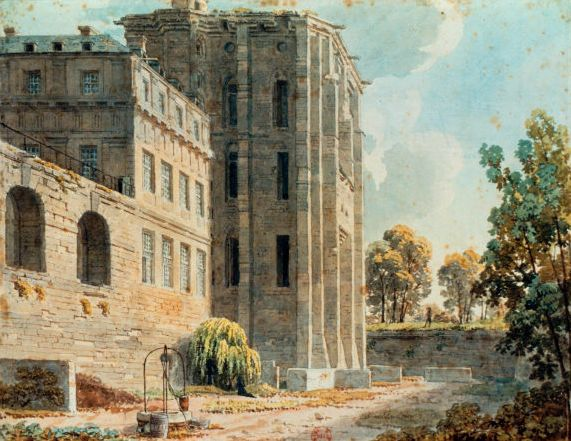
Veduta dei fossati e della Torre della Regina (Tour de la Reine) (XIV secolo). Un salice piangente mostra il punto dove fu ucciso il duca d'Enghien. Acquarello anonimo ca 1820.

Nominato governatore del castello nel 1812 da Napoleone, il generale Pierre Daumesnil lo difese con accanimento in occasione dell'occupazione di Parigi da parte delle truppe russe e prussiane nel 1814: i prussiani, che volevano impadronirsi dell'arsenale, si scontrarono con l'intransigenza del generale, che con meno di duecento uomini resistette all'assedio, malgrado le pressioni e i tentativi di corruzione, per oltre cinque mesi. Finì per capitolare su ordine di Luigi XVIII e uscì dalla fortezza inalberando il tricolore francese.

### L'epoca moderna
Il parco fu rimaneggiato nel XIX secolo secondo i canoni del giardino all'inglese. Napoleone III affidò a Viollet-le-Duc il compito di restaurare la cappella e il mastio, e donò il castello e la foresta di Vincennes alla città di Parigi.
Il 15 ottobre 1917 Mata Hari fu fucilata per spionaggio nel fossato della fortezza. Il castello servì inoltre come quartier generale per lo Stato Maggiore del generale Maurice Gamelin, incaricato della difesa della Francia contro l'invasione tedesca del 1940. Il 20 agosto 1944 trenta ostaggi furono passati per le armi dalle truppe naziste.
A partire dal 6 maggio 1931 vi si tenne la Exposition coloniale et internationale de Paris: una vasta esposizione che mostrava l'importanza delle colonie per le nazioni occupate, a scopo di sensibilizzazione.
Nel 1948 trova sede nel castello il servizio storico dell'esercito, della marina e dell'aeronautica.
Nel 1964 Charles de Gaulle, allora presidente della repubblica, voleva lasciare il palazzo dell'Eliseo, che giudicava troppo centrale a Parigi, senza prospettiva sulla capitale e non abbastanza prestigioso per ospitare il capo dello Stato. Scelse il castello di Vincennes come nuovo palazzo presidenziale, ma l'operazione passò in secondo piano di fronte ad altre priorità.

### Il restauro contemporaneo
Il castello di Vincennes, sotto la giurisdizione del ministero della Cultura - è monument historique - e del ministero della Difesa, dopo il 1988 subì un ampio programma di restauro. Gli importanti lavori al torrione si sono conclusi nel 2007 dopo un consolidamento generale della struttura e la riapertura al pubblico degli appartamenti reali.

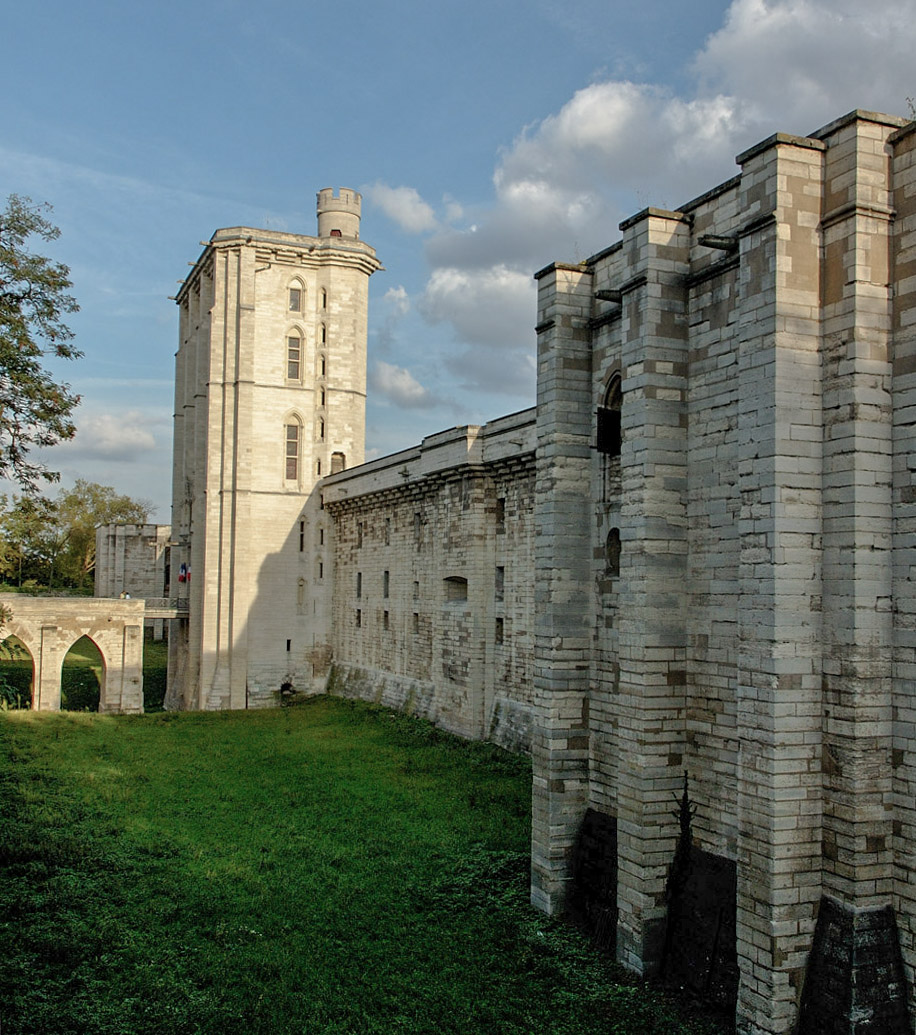
Muro nord ed entrata principale
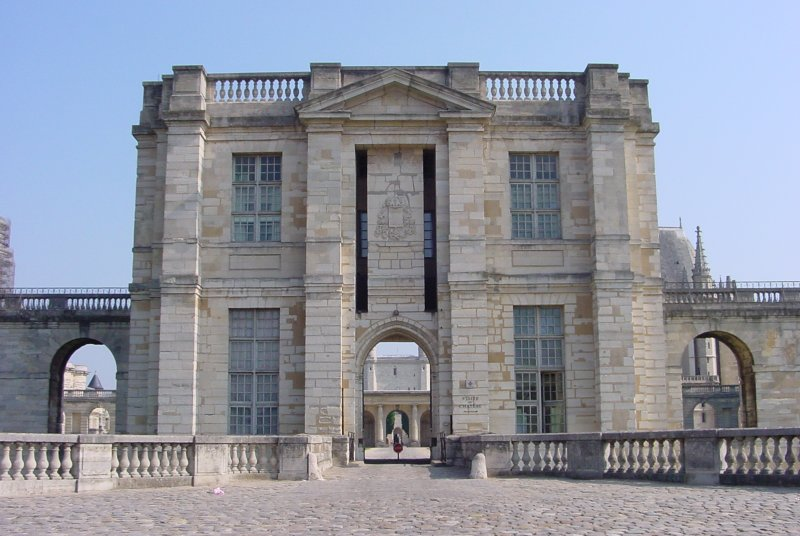
Entrata sud
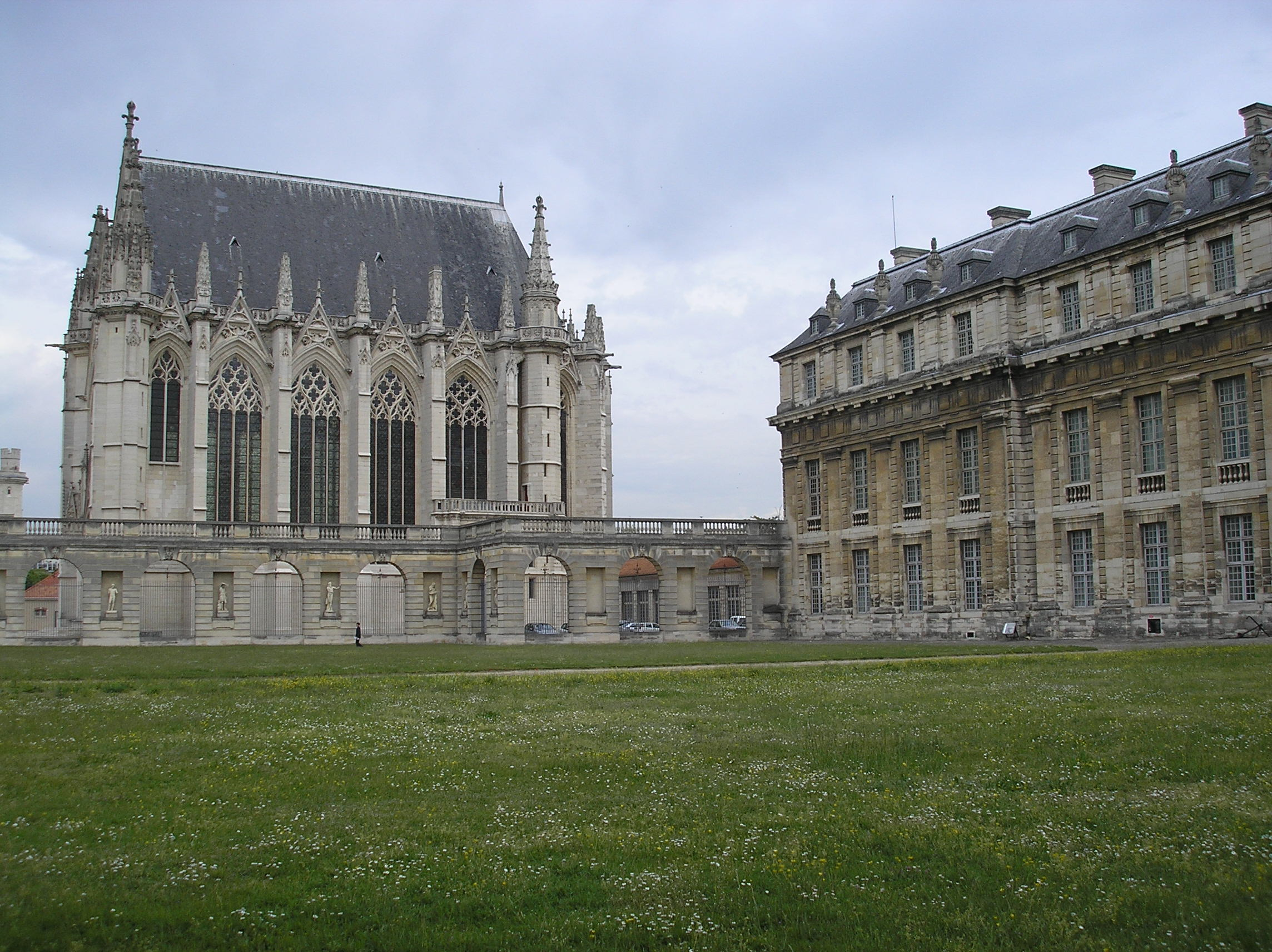
Sainte-Chapelle
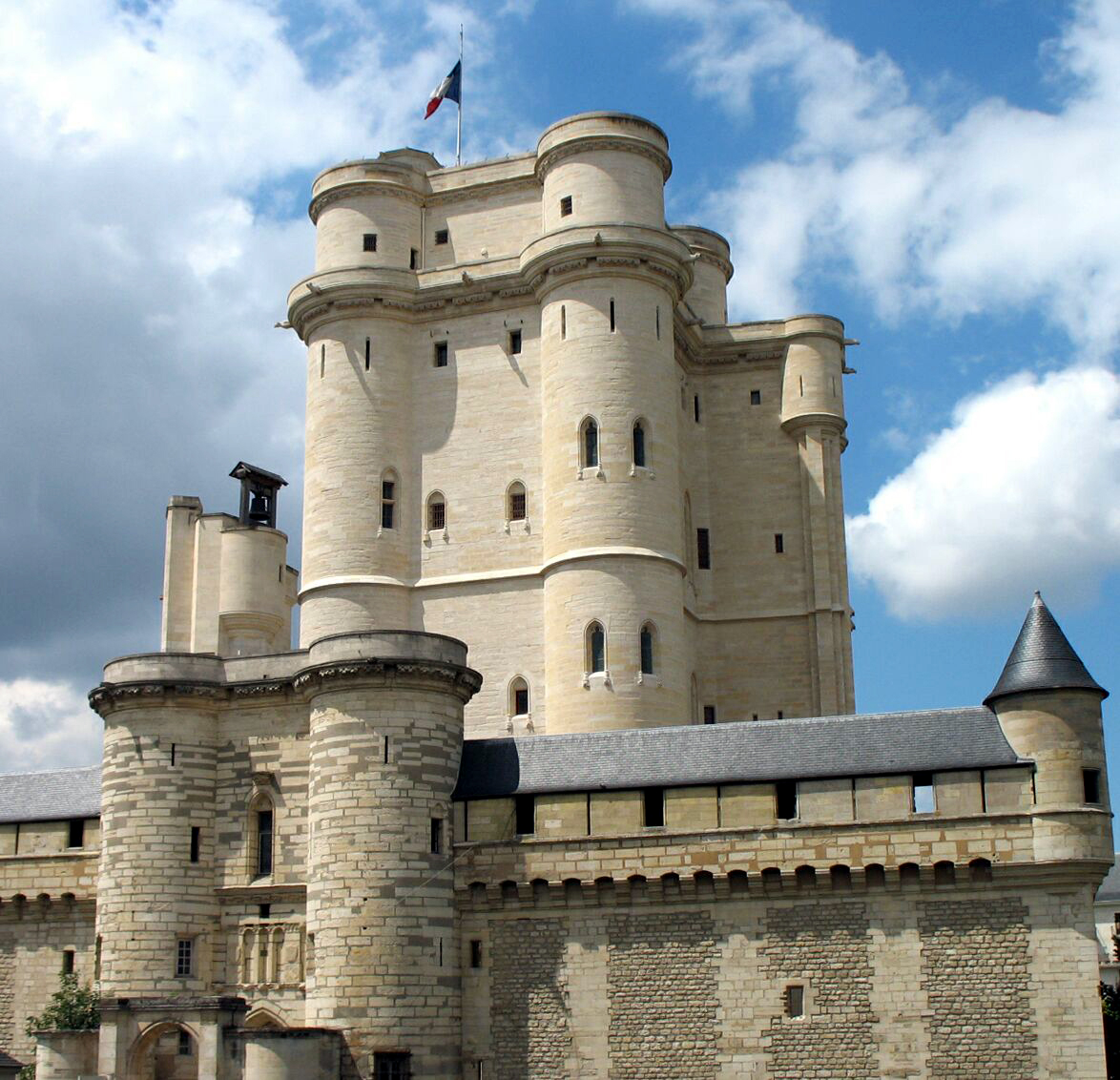
Il mastio dopo i restauri del 2000